# Hirá
Hirá (arabsky حراء) je jeskyně na svahu hory Džabal an-Núr (Hora světla) nedaleko Mekky v Saúdské Arábii. Je dlouhá necelé čtyři metry a široká asi půldruhého metru, nachází se v nadmořské výšce 270 metrů a vede k ní dvanáct set schodů. Je posvátným místem muslimů, kteří věří, že právě zde se roku 610 proroku Mohamedovi zjevil archanděl Gabriel a diktoval mu první verše Koránu. Návštěvníci Mekky se proto často vydávají zhlédnout také tuto jeskyni, i když většina směrů islámu to nepovažuje za nutnou součást hadždže.